# طمع

رسم من عام 1909 عبادة الجشع بريشة إيفيلين دي مورجان.مفهوم

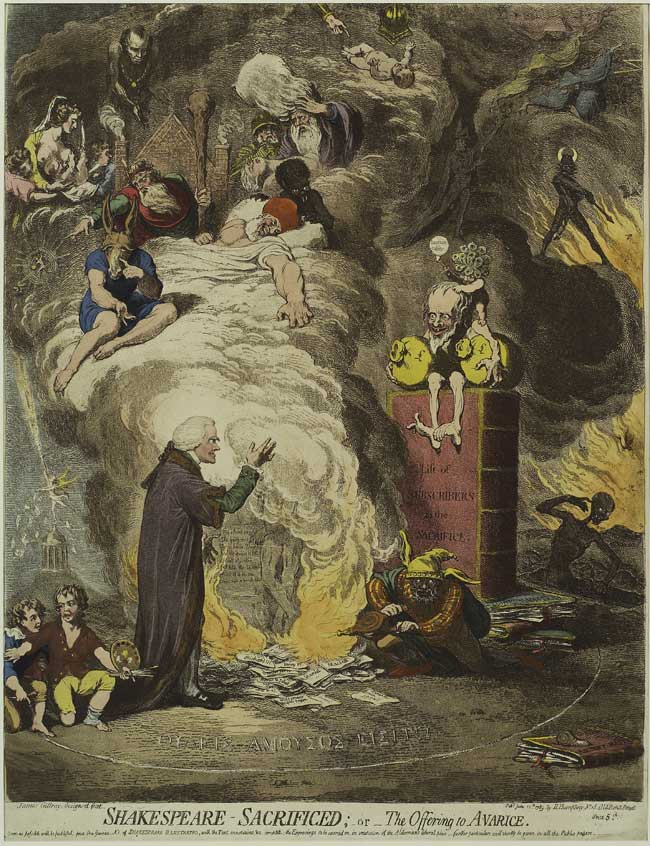
التضحية بشكسبير: أو قربان إلى الطمع بريشة جيمس جيلراي.

الطمع أو الجشع أو الشره رغبة جامحة لامتلاك الثروات أو السلع أو الأشياء ذات القيمة المطلقة بغرض الاحتفاظ بها للذات، بما يتجاوز احتياجات البقاء والراحة بكثير. وهو يسري على الرغبة الطاغية والبحث المستمر عن الثروة والمكانة والسلطة. وايضا هو الهوس بامتلاك جميع الثروات والسلع لابهار المجتمع المحاط بنا.

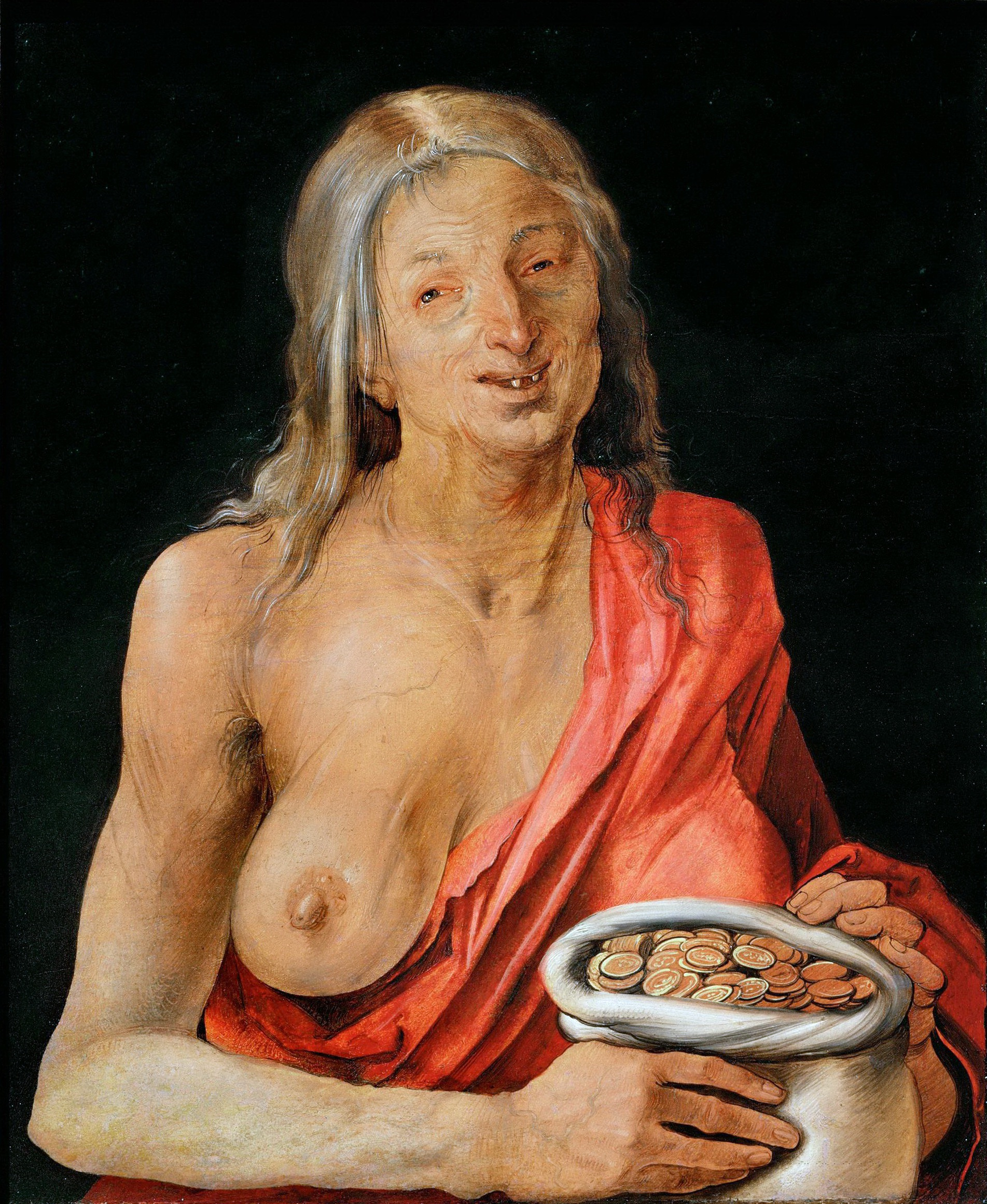
رمزية الجَشِعَ 1507 بريشة ألبرخت دورر. متحف تاريخ الفنون في فيينا ، النمسا.

وكمفهوم علماني نفسي، يعتبر الطمع، بنفس الطريقة، رغبة جامحة للحصول على أكثر مما يحتاجه الشخص وامتلاكه. وهو يستخدم بشكل نموذجي من أجل انتقاد أولئك الذين يسعون خلف الحصول على الثروة المادية الزائدة عن الحد، رغم أنه يسري على الحاجة إلى الشعور بالأخلاقيات الزائدة عن الحد أو الاجتماعية أو الشعور بأن الفرد أفضل من الآخرين.

## المؤلفات
كتب توماس أكويناس «الطمع خطيئة ضد الرب، مثل كل الخطايا المميتة، بقدر ما يزدري الإنسان الأشياء الدائمة من أجل الأشياء الزائلة». في المطهر لدانتي، تم ربط النهمين وإلقاؤهم على أوجههم فوق الأرض بسبب التركيز الشديد على الأفكار الدنيوية.
ومن القاموس التفسيري الكامل لفاين، يتم تعريف الطمع على أنه «الطمع للحصول على المكاسب الأساسية». والمكاسب في حد ذاتها ليست خطيئة، ولكن مكاسب الأشياء الأساسية تعد كذلك. كذلك، يعني «الانغماس في الطمع» بشكل حرفي «الانغماس في القذارة». وبالتالي، فإنه شأن أخلاقي، وليس شأن اقتصادي ذاتي غير موضوعي لا يوجد ما يساويه. على سبيل المثال، الرجل الغني للغاية يمكن أن يتم اعتباره «طماعًا» بالخطأ، إذا تم التخطيط لاستخدام تلك الثروة من أجل تحقيق إنجاز كبير أو من أجل بناء مشروع ما.
وقد دافع إيفان بويسكي بشكل شهير عن الطمع في الثامن عشر من مايو 1986، في خطاب الاحتفال في كلية إدارة الأعمال بجامعة كاليفورنيا، بيركلي، وقد قال فيه «إن الطمع أمر جيد، على فكرة. أود أن تدركوا ذلك. إنني أعتقد أن الطمع شيء صحي. فيمكن أن تكون طماعًا، وفي نفس الوقت تشعر بشعور جيد حيال نفسك.». وقد كان هذا الخطاب دافعًا لفيلم وول ستريت الذي ظهر في عام 1987، والذي تظهر فيه العبارة «الطمع أمر جيد، حيث لا توجد كلمة يمكن أن تكون أفضل. إن الطمع أمر جيد، إنه يفيد. فالطمع يوضح ويميز ويلتقط جوهر الروح الثورية. والطمع، في كل أشكاله: مثل الطمع في الحياة، وفي المال، وفي الحب، وفي المعرفة، كان العنصر الذي ميز الطفرات التقديمة للبشرية.»

## الإلهام
يعد جمع وتخزين المواد أو الأشياء، أو السرقة والنهب، خصوصًا بالطرق العنيفة، أو الخداع، أو خداع السلطات طرق يتم استلهامها من الطمع. ويمكن أن تشتمل مثل هذه الخطايا على السيمونية، عندما يستفيد الشخص من اجتذاب السلع في الحدود الفعلية للكنيسة.
ومن الأمثلة الشهيرة للطمع القرصان هندريك لوسيفر، الذي حارب على مدار ساعات من أجل الحصول على الذهب الكوبي، والذي أصيب إصابة قاتلة في تلك العملية. وقد مات بسبب جراحه بعد نقل الغنيمة إلى سفينته.

## «الطَّمَع» في الإسلام

### تعريف الطَّمَع لغةً واصطلاحًا
- الطمع لغةً:

طَمِعَ طَمَعًا وطماعة وطماعية مخفف، فهو طامِعٌ، وإنه لطَمِعٌ: حريص، والطمَّاع: الكثير الطَّمع.
والطَّمع: الأمل والرجاء، وأكثر ما يُسْتَعمل فيما يقرب حُصُوله. ويتعدى بالهمزة فيقال: أطمعته. وأصل هذه المادة يدُلُّ على رجاء في القلب قويٍّ للشَّيء.
- الطَّمع اصطلاحًا:

قال الرَّاغب: (نزوع النَّفس إلى الشَّيء شهوةً له).
وقال المناوي: (الطَّمع تعلُّق البال بالشَّيء من غير تقدُّم سبب له).

### الفرق بين الطمع وبعض الصفات الأخرى

#### الفرق بين الأمل والطَّمع
```
(أكثر ما يستعمل 
الأمل
 فيما يستبعد حصوله، فإنَّ من عزم على سفر إلى بلد بعيد يقول: (أملت الوصول إليه) ولا يقول: (طمعت) إلا إذا قرب منه، فإن 
الطَّمع
 لا يكون إلا فيما قرب حصوله. وقد يكون الأمل بمعنى الطَّمع.
[
8
]
)
```

#### الفرق بين الرَّجاء والطَّمع
الرجاء أقرب للحصول من الطمع، وهو طلب الخير بعد تفكر والأمل فيه وظن وقوعه، أما الطمع طلب منفعةٍ لهوى في النفس. لذلك يُمتدح الرجاء ويُذم الطمع. فغالبًا ما يأتي الرجاء في حاجة يحتاجها الإنسان، أما الطمع ففي غير حاجة ملحة وغير سبب يدعو إليه.
فيقول مثلًا: أرجو أن يغفر الله لي. بينما يقول إن رأى لأحدهم مالًا: أطمع أن أجني كما جنى، وذلك لأن نفسه وهواه قد تاقا لما في يد ذلك فصارا طمعًا في جوفه.

#### الفرق بين الطَّمع والرَّجاء والأمل
الطَّمع يقارب الرجاء، والأمل، لكن الطَّمع أكثر ما يقال، فيما يقتضيه الهوى.
والأمل والرجاء قد يكونان فيما يقتضيه الفكر والرويَّة.
ولهذا أكثرُ ذمِّ الحكماء للطَّمع، حتى قيل الطَّمع طبع، والطَّمع يدنس الثياب، ويفرق الإهاب.

#### الفرق بين الحرص والطَّمع
قيل: الحرص أشد الطَّمع، وعليه جرى قوله تعالى: ((أَفَتَطْمَعُونَ أَن يُؤْمِنُواْ لَكُمْ)) [البقرة: 75].
لأنَّ الخطاب فيه للمؤمنين، وقوله سبحانه: ((إِن تَحْرِصْ عَلَى هُدَاهُمْ)) [النحل: 37]، فإنَّ الخطاب فيه مقصور على النبي ، ولا شك أنَّ رغبته ﷺ في إسلامهم، وهدايتهم، كان أشدَّ وأكثر من رغبة المؤمنين، المشاركين له في الخطاب الأول في ذلك.

### ذكر «الطمع» في القرآن والسنة

#### في القرآن
ذُكِرَ الطمع المحمود، ومنه الطمع في إيمان أهل الكتاب، 

ومن الطمع المحمود أيضًا، الطمع في الدخول في مغفرة الذنوب ودخول الجنة، كما قال قال تعالى (في سورة الشعراء) عن إبراهيم  أنه قال: 
(«والذي أطمع»، أي: أرجو، «أن يغفر لي خطيئتي يوم الدين»، أي: خطاياي يوم الحساب.)
(لَيَبْغِي بَعْضُهُمْ عَلَى بَعْضٍ: بسائق الطَّمع والحرص، وحب التكاثر بالأموال التي تميل بذويها إلى الباطل إن لم يتولَّهم الله بلطفه).

#### في السنة
قال ابن بطَّال: (وأشار ﷺ بهذا المثل، إلى ذمِّ الحرص على الدنيا، والشره على الازدياد منها؛ ولذلك آثر أكثر السلف التقلل من الدنيا، والقناعة، والكفاف، فرارًا من التعرض لما لا يعلم كيف النجاة من شرِّ فتنته، واستعاذ النبيُّ ﷺ من شرِّ فتنة الغنى، وقد علم كلُّ مؤمن أنَّ الله تعالى قد أعاذه من شرِّ كلِّ فتنة، وإنما دعاؤه بذلك ﷺ تواضعًا لله، وتعليمًا لأمته، وحضًّا لهم على إيثار الزهد في الدنيا).
قال الطيبي: (هو مبالغة في قطع الطَّمع عن الغنيمة، بل ينبغي أن يكون خالصًا لله تعالى، غير مشوب بأغراض دنيوية).
قال القاري: «والخائن الذي لا يخفى له طمع- وإن دقَّ- إلا خانه»: هو إغراق في وصف الطَّمع، والخيانة تابعة له، والمعنى أنه لا يتعدَّى عن الطَّمع، ولو احتاج إلى الخيانة).

### أقوال العلماء في الطمع
واجتمع كعب وعبد الله بن سلام، فقال له كعب:
(يا ابن سلام: مَن أرباب العلم؟ قال: الذين يعملون به. قال: فما أذهب العلم عن قلوب العلماء بعد أن علموه؟ قال: الطَّمع، وشره النَّفس، وطلب الحوائج إلى النَّاس).
قال سعد بن أبي وقاص لابنه:
(يا بني إذا طلبت الغنى فاطلبه بالقناعة فإنه من لم يكن له قناعة لم يغنه مال)
وقال وهب بن منبه: (الكفر أربعة أركان: فركن منه الغضب، وركن منه الشهوة، وركن منه الخوف، وركن منه الطَّمع).
(وقال الحرالي: والطَّمع تعلُّق البال بالشيء، من غير تقدم سبب له، فينبغي للعالم أن لا يشين علمه وتعليمه بالطَّمع، ولو ممن يعلمه، بنحو مال، أو خدمة، وإن قلَّ، ولو على صورة الهدية التي لولا اشتغاله عليه لم يهدها)
وقال أيضًا: (الطَّمع يشرب القلب الحرص، ويختم عليه بطابع حبِّ الدنيا، وحبُّ الدنيا مفتاح كلِّ شرٍّ، وسبب إحباط كلِّ خير).
وقال ابن خبيق الأنطاكي: (من أراد أن يعيش حرًّا أيَّام حياته فلا يسكن الطَّمع قلبه).

### نوعا الطمع
1- الطمع المحمود: وهو ما كان غايته رضا الله و/أو حب الخير للغير، وعادةً ما تأتي بصيغة الرجاء. ومثاله الطمع بمغفرة الله سبحانه ودخول الجنة.
قال تعالى (في سورة الشعراء): ﴿وَالَّذِي أَطْمَعُ أَنْ يَغْفِرَ لِي خَطِيئَتِي يَوْمَ الدِّينِ ۝٨٢﴾ [الشعراء:82]
2- الطمع المذموم: وهو ما كان ناتجًا عن هوىً في نفسه، فذلك مما قد يودي بالمرء المهالك. ومثاله الطمع بما في أيدي الناس، الطمع في طلب الدنيا من مال وملذَّات وسلطة.

### آثار الطَّمع
للطمع المذموم آثار ونتائج سلبية كثيرة منها:
1- كثرة التفكير والانشغال الدائم:
قال الحرالي: (والطَّمع تعلُّق البال بالشيء).
2- يورث البخل والحرص:
قال الحرالي: (الطَّمع يشرب القلب الحرص).
3- يورث حب الدنيا:
قال الحرالي: (الطَّمع يشرب القلب الحرص، ويختم عليه بطابع حبِّ الدنيا، وحبُّ الدنيا مفتاح كلِّ شرٍّ، وسبب إحباط كلِّ خير).
4- يورث الذل لصاحبه:
قال علي : (الطامع في وثاق الذلِّ).
5- يضعف الإيمان ويفسد الدين:
- وقال الحسن البصري: (صلاح الدين الورع، وفساده الطَّمع).
6- يؤدي إلى غياب فضيلة البذل والتضحية والإيثار بين أفراد المجتمع.
7- يحمل المرء على القيام بالسوء وينقصه من قدره :
واجتمع كعب وعبد الله بن سلام، فقال له كعب: (يا ابن سلام: مَن أرباب العلم؟ قال: الذين يعملون به. قال: فما أذهب العلم عن قلوب العلماء بعد أن عَلِموه؟ قال: الطَّمع، وشره النَّفس، وطلب الحوائج إلى النَّاس).
8- مفسد للأعمال ويعود على صحابه بالخسران في الدنيا والآخرة :
عن عبادة بن الصامت رضي الله عنه، قال: قال رسول الله ﷺ: ((من غزا في سبيل الله، ولم ينوِ إلا عقالًا، فله ما نوى)).
9- قد يدفع بصاحبه إلى الغش والكذب والظلم، وبالتالي ينشر العداوة والكراهية بين الأفراد.

### أسباب الطمع
أسباب الطمع المذموم هي:
1- طغيان حب الدنيا على القلب.
قال تعالى (في سورة المدثر): ﴿وَجَعَلْتُ لَهُ مَالًا مَمْدُودًا ۝١٢ وَبَنِينَ شُهُودًا ۝١٣ وَمَهَّدْتُ لَهُ تَمْهِيدًا ۝١٤ ثُمَّ يَطْمَعُ أَنْ أَزِيدَ ۝١٥ كَلَّا إِنَّهُ كَانَ لِآيَاتِنَا عَنِيدًا ۝١٦﴾ [المدثر:12–16]
2- ضعف التربية على الأخلاق الفاضلة، وعدم الحرص على تزكية النفس:
قال تعالى (في سورة الأعلى): ﴿قَدْ أَفْلَحَ مَنْ تَزَكَّى ۝١٤ وَذَكَرَ اسْمَ رَبِّهِ فَصَلَّى ۝١٥ بَلْ تُؤْثِرُونَ الْحَيَاةَ الدُّنْيَا ۝١٦ وَالْآخِرَةُ خَيْرٌ وَأَبْقَى ۝١٧﴾ [الأعلى:14–17]
3- الجهالة بمساوئ الطمع وعواقبه.
4- ضعف الإيمان بالآخرة والثقة بالله:
قال تعالى (في سورة القصص): ﴿تِلْكَ الدَّارُ الْآخِرَةُ نَجْعَلُهَا لِلَّذِينَ لَا يُرِيدُونَ عُلُوًّا فِي الْأَرْضِ وَلَا فَسَادًا وَالْعَاقِبَةُ لِلْمُتَّقِينَ ۝٨٣﴾ [القصص:83]
5- مجالسة أهل الدنيا والطمع ومصاحبتهم. والغفلة عن ذكر الله.
قال تعالى (في سورة الزخرف):﴿وَمَنْ يَعْشُ عَنْ ذِكْرِ الرَّحْمَنِ نُقَيِّضْ لَهُ شَيْطَانًا فَهُوَ لَهُ قَرِينٌ ۝٣٦ وَإِنَّهُمْ لَيَصُدُّونَهُمْ عَنِ السَّبِيلِ وَيَحْسَبُونَ أَنَّهُمْ مُهْتَدُونَ ۝٣٧ حَتَّى إِذَا جَاءَنَا قَالَ يَا لَيْتَ بَيْنِي وَبَيْنَكَ بُعْدَ الْمَشْرِقَيْنِ فَبِئْسَ الْقَرِينُ ۝٣٨ وَلَنْ يَنْفَعَكُمُ الْيَوْمَ إِذْ ظَلَمْتُمْ أَنَّكُمْ فِي الْعَذَابِ مُشْتَرِكُونَ ۝٣٩﴾ [الزخرف:36–39]
وكما أن هناك شياطين من الجن، فهناك أمثالهم من الإنس.

### علاج الطمع
1- التدرب على القناعة، ومجالسة ومصاحبة القنوعين ومعرفة أن القناعة طمأنينة للنفس وراحة للبال:
قال سعد بن أبي وقاص لابنه: (يا بني إذا طلبت الغنى فاطلبه بالقناعة فإنه من لم يكن له قناعة لم يغنه مال)
2- حسن الظن بالله والثقة به، والطمع بما عنده، وعظم الرغبة بالآخرة:
بأن يعلم المرء بأن قضاء الله كله لخير.
قال تعالى (في سورة الشعراء): ﴿وَالَّذِي أَطْمَعُ أَنْ يَغْفِرَ لِي خَطِيئَتِي يَوْمَ الدِّينِ ۝٨٢﴾ [الشعراء:82].
3- مخالطة المساكين، وتعويد النفس على العطاء وحب بذل الخير ومساعدة الآخرين.
قال تعالى (في سورة الماعون): ﴿أَرَأَيْتَ الَّذِي يُكَذِّبُ بِالدِّينِ ۝١ فَذَلِكَ الَّذِي يَدُعُّ الْيَتِيمَ ۝٢ وَلَا يَحُضُّ عَلَى طَعَامِ الْمِسْكِينِ ۝٣﴾ [الماعون:1–3]
4- التذكر والتفكر بحقارة الدنيا وفنائها.

### قصة «أَشْعَب» وطمعه
قال المدائني: (كان سالم بن عبد الله يستخف أشعب، ويمازحه، ويضحك منه كثيرًا، ويحسن إليه. فقال له ذات يوم: أخبرني عن طمعك يا أشعب. فقال: نعم، قلت لصبيان مجتمعين: إن سالـمًا قد فتح باب صدقة عمر، فامضوا إليه حتى يطعمكم تمرًا، فمضوا. فلما غابوا عن بصري، وقع في نفسي أنَّ الذي قلت لهم حق، فتبعتهم.
وقال بعض الرواة: قيل لأشعب: ما بلغ من طمعك؟ قال: ما تناجى اثنان قط إلا ظننت أنهما يأمران لي بشيء).
قال أشعب أيضًا: ما رأيت أطمع مني إلا كلبًا تبعني على مضغ العلك فرسخًا.

ولذلك يقال به في ضرب المثال في الطمع، فيقال عن الرجل شديد الطمع:

### الطمع في أشعار العرب
قال الشاعر:
وقال الشيخ عبد الغني النابلسي: